# Embalse de Gilgel Gibe III
El embalse de Gilgel Gibe III se encuentra en el río Omo, en Etiopía, entre la zona Wolayita y la zona Dauro, en la región de las Naciones, Nacionalidades y Pueblos del Sur. La presa se encuentra a 62 km al oeste de Sodo, capital de la zona Wolayita y a 450 km al sudoeste de Adís Abeba.
El objetivo es multiplicar la producción de energía hidroeléctrica de Etiopía. Gibe III puede producir 1.870 MW. El costo de la obra es de 1800 millones de dólares. En 2015 empezó a producir electricidad, del orden de 500 MW. Por otro lado, hay grandes planes de regadío para una serie de plantaciones de caña de azúcar al sur del río Omo que ocuparían 245.000 ha, en tres bloques de algo más de 80.000 ha cada uno.
La presa, en la zona Wolayita, que se empezó a construir en 2006, es la más alta de África, con 246 m, y la central hidroeléctrica debería ser operativa desde 2016. El embalse tiene una superficie de 210 km², una capacidad de 14,7 km³ (la mitad del volumen del lago Tana) y una cuenca receptora de 34.150 km². La presa tiene un solo desagüe que puede evacuar 18.000 m³/s.
El impacto sobre las etnias y el modo en que viven que viven en la cuenca del río Omo puede ser muy importante.

## Gran proyecto hidroeléctrico etíope
El embalse de Gilgel Gibe III forma parte de un gran proyecto hidroeléctrico y de regadío realizado por la constructora Salini Impregilo para la Ethiopian Electric Power (EEP), que consiste en la construcción de una serie de grandes presas y embalses en la cuenca del río Omo, en el sudoeste de Etiopía. Las dos primeras se construyen en el río Gingel Gibe, que forma un arco al sur de la zona Jimma, en la región de Oromía, delimitando la frontera de la Región de las Naciones, Nacionalidades y Pueblos del Sur por el norte. Este río es un afluente del Gibe, principal tributario del río Omo, que desemboca en el lago Turkana.
El proyecto incluye el embalse de Gilgel Gibe I, construido entre 1999 y 2004, en el río Gilgel Gibe, con una presa de 40 m de altura y una potencia de 210 MW; el embalse de Gilgel Gibe II, construido entre 2004 y 2009, con una presa de 50 m de altura y una potencia de 420 MW; el embalse de Gilgel Gibe III, construido entre 2006 y 2016, y el embalse de Koysha, al sur de las anteriores en la misma cuenca del río Omo, iniciado en 2016, con una superficie embalsada prevista de 116 km², un volumen de 6 km³, una presa de 178,5 m de altura y una potencia de 2.160 MW.
Otros grandes proyectos en Etiopía son la embalse de Grand Ethiopian Renaissance (GERD), en español presa o embalse del Gran Renacimiento Etíope, en el Nilo Azul, con una presa de 155 m de altura, una longitud de 1.800 m y una capacidad de 74 km³. Con dos centrales hidroeléctricas, una a la derecha de la presa, con 3.750 MW, y otra a la izquierda, con 6.000 MW.